# Gunnar Fischer (länsjägmästare)
Knut Emil Gunnar Fischer, född 12 maj 1880 i Stockholm, död 1 juli 1931 i Ronneby, var en svensk jägmästare och politiker. Fischer var far till filmfotografen Gunnar Fischer.

## Biografi
Gunnar Fischer var son till den brottsdömda bankdirektören Elis Fischer och Hildur Fredrika Abenius, dotter till Carl Fredrik Abenius. Vidare var han bror till textilkonstnären Estrid Fischer.   
Fischer avlade mogenhetsexamen vid Beskowska skolan år 1900. Han utexaminerades från skogsinstitutet i juni 1904. Fischer tillträdde därefter som extra jägmästare, och blev sedermera skyddsskogsassistent i mellersta Norrlands distrikt 1905. Vidare flyttade han till Karlstad och blev därstädes assistent i Karlstads revir 1906, och i Askersunds revir 1907 liksom i Sunnerbo revir 1909.  
Fischer var vidare verksam som lärare vid Bräkne-Hoby lantmannaskola, och länschef för bränslekommissionen i Blekinge län 1917–1919.
Fischer blev länsjägmästare för Blekinge län år 1913. Som länsjägmästare företog Fischer exkursioner i trakten av Ronneby. Efter sin död år 1931 efterträddes han av Nils Hansson.
Fischer var som Ronnebybo politiskt aktiv, och involverad i flera olika nämnder med tillhörande förtroendeuppdrag. Han var under åren 1921–1926 verksam i Ronneby stadsfullmäktige, där han innehade ordförandeskapet i fattigvårdsnämnden.
Han var engagerad i Ronneby Brunns restaurering.

## Privat
Fischer gifte sig med Greta Lokrantz (1882–1957), dotter till godsägaren Axel Vilhelm Lokrantz och friherrinnan Elisabeth von Düben. Makarna var under åren 1926–1931 bosatta i Prinshuset i Ronneby. De fick sex barn, bland vilka märks Gunnar Fischer, Jöran Fischer och Per Jacob Fischer.
Fischer avled 1 juli 1931 och begravdes på Norra begravningsplatsen i Stockholm.

## Utmärkelser
- Riddare av Vasaorden.